# 斜纹菱头蛛
斜纹菱头蛛（学名：Bianor inexplouratus）为跳蛛科菱头蛛属的动物。分布于独联体以及中国大陆的湖南等地。该物种的模式产地在独联体。